# Чёрная вдова. Укус смерти
«Чёрная вдова́. Уку́с сме́рти» (англ. Sting, дословно переводится как «Жало») — австралийско-американский фильм ужасов 2024 года, снятый режиссёром Киа Роуч-Тёрнером по собственному сценарию. В ролях: Райан Корр, Элайла Браун, Пенелопа Митчелл, Робин Невин, Нони Хейзлхёрст, Сильвия Коллока, Дэнни Ким и Жермен Фаулер.
Фильм вышел в прокат в США и Канаде 12 апреля 2024 года, в России — 9 мая 2024 года.
Фильм о том, как домашний паук 12-летней девочки превращается в гигантского плотоядного монстра, вынуждая её бороться за спасение своей семьи.

## Сюжет
12-летняя Шарлотта живёт в полуразрушенном многоквартирном доме вместе с измотанным отчимом Итаном, матерью Хезер и младшим сводным братом Лиамом. Однажды девочка находит в комнате своей двоюродной бабушки крошечного паучка, который вылупился из странного светящегося объекта. Шарлотта решает оставить паучка себе и даёт ему имя Куксик (англ. Sting).
Паук быстро начинает проявлять пугающие качества, стремительно увеличиваясь в размерах. Поначалу Шарлотта скрывает его от всех, но по мере того, как её «питомец» становится всё больше, отчим и соседи начинают замечать странные вещи, происходящие вокруг дома. Паук становится прожорливее, что приводит к гибели домашних животных и жителей дома. В то же время у Шарлотты портятся отношения с Итаном из-за того, что тот рассказал ей правду о её биологическом отце.
Далее Куксик утаскивает родителей девочки. Узнав, что паук не выносит нафталин, Шарлотта отправляется на поиски своей семьи, взяв с собой нафталин и воду. Во время противостояния монстру семья сталкивается с многочисленными трудностями, в том числе с его хитростью и изобретательностью. Паук атакует группу в мусорном контейнере в подвале здания. Шарлотте и Итану удаётся заманить Куксика в устройство для сжатия мусора, которое раздавливает паука. Семья Шарлотты, казалось бы, в безопасности, но они не знают, что Куксик успел отложить несколько яиц, и одно из них начинает вылупляться.

## В ролях
- Райан Корр — Итан, отчим Шарлотты
- Элайла Браун — Шарлотта
- Пенелопа Митчелл — Хезер, мать Шарлотты
- Робин Невин[англ.] — Гюнтер, управляющая домом
- Нони Хейзлхёрст[англ.] — Хельга, страдающая Альцгеймером пожилая дама
- Сильвия Коллока — Мария
- Дэнни Ким — Эрик
- Жермен Фаулер[англ.] — Фрэнк, дезинфектор
- Тони Блэк — офицер Миллер
- Джетт Берри и Кейд Берри — малыш Лиам
- Ли Перри[англ.] — рассказчик документального фильма

## Создание
Съёмки картины проходили в Австралии в феврале 2023 года.

## Прокат
Фильм был выпущен 12 апреля 2024 года в США компанией Well Go USA Entertainment и 9 мая 2024 в России компанией «Централ Партнершип».
В Новой Зеландии лента вышла 16 мая 2024 года, в Великобритании — 31 мая 2024 года, в Германии — 20 июня 2024 года, в Австралии — 18 июля 2024 года.

## Восприятие

### Кассовые сборы
В премьерные выходные в Северной Америке фильм собрал $825 797 в 975 кинотеатрах.
По всему миру лента собрала $2 678 439, из которых $1 124 510 — североамериканский релиз, и $1 553 929 — на других территориях.

### Оценки и отзывы
На сайте-агрегаторе рецензий Rotten Tomatoes рейтинг картины составляет 70 % на основе 111 рецензий, средняя оценка — 5,9/10. Консенсус критиков сформулирован так: «„Чёрная вдова. Укус смерти“ придётся по вкусу любителям ужастиков про всяких тварей, но конечный результат вряд ли останется в памяти». На агрегаторе Metacritic у фильма 57 баллов из 100 на основе 16 рецензий, что означает «смешанные или средние» отзывы.
Миган Наварро из Bloody Disgusting вручила фильму 3 балла из 5 возможных, написав: «За счёт уверенной игры Браун и упоры на практические эффекты при создании тварей „Чёрная вдова. Укус смерти“ получился весьма увлекательным фильмом о тварях». Билл Гудикунц из The Arizona Republic также дал фильму 3/5 звёзд и назвал его «добротным, но не выдающимся представителем категории „фу-гросс-пауки…“. Но когда в фильм пытаются впихнуть какую-то версию значимой семейной драмы, он несколько теряется». Оуэн Глейберман из Variety заявил, что фильм представляет собой «безвкусный квартирный рифф на „Чужого“, дополненный элементами „Сияния“». Он заключил: «„Чёрная вдова. Укус смерти“ — не более чем сырая банальщина, но, по крайней мере, сам фильм это понимает».
Дэвид Эрлих из IndieWire присвоил картине оценку «C», отметив: «Этот искусный и сдержанный австралийский кожно-змеиный фильм неплохо развлекает… но всё же он слишком мал, чтобы массивный инопланетный паук мог маневрировать всеми неожиданными способами, а нежной человеческой истории, сплетённой Роуч-Тёрнером, недостаёт укуса, дабы растопить вам сердце или сжижить все остальные органы». Саймон Абрамс из RogerEbert.com дал фильму 2/4 звезды, написав: «Создатели фильма… явно насмотрелись жанровых фильмов, вот только эта синефилия не выливается в хорошие дешёвые острые ощущения или приятную для публики приключенческую драму».